# 만남의 힘
〈만남의 힘〉(일본어: 出逢いのチカラ 데아이노치카라[*])는 일본의 음악 그룹 AAA의 노래이다.

## 개요
〈만남의 힘〉〈만남의 힘II〉〈만남의 힘III〉의 세 곡이 있다. 각각 음반 《ATTACK》, 《AROUND》, 《depArture》에 수록되어있다. 남녀의 사랑 모습을 그린 작품으로 가사에는 ‘만남’(出逢い), ‘정열’(情熱), ‘동정심’(思いやり), ‘운명’(運命), ‘헤어짐’(別れ) 등 연애에 관련되는 단어들이 들어있다. 작사는 세 곡 모두 Kenn Kato가 맡았으며, 니시지마 타카히로와 우노 미사코의 듀엣곡이다.
연애를 성취하는 곡으로 알려지게 되며, 2007년 3월에 발매된 울리는 사랑의 발라드를 모은 컴필레이션 음반 《Girl's BALLAD Best -tear drops-》에 수록되며, 2011년에 발매된 컴필레이션 음반 《전부 사랑이 이뤄지는 노래~가사 전설~》(ぜんぶ恋がかなう歌〜歌詞伝説〜)에서는 “친구에서 연인이 되는 곡”(友達から恋人になれる曲)으로 소개되고 있다.
〈만남의 힘〉 시리즈는 3부작이며, 네 번째 이후의 제작 기획이 없다는 것이 작사가 Kenn Kato에 의해서 확실해졌다.

## 시리즈 곡
- 만남의 힘(出逢いのチカラ)
  - 작사: Kenn Kato / 작곡 · 편곡: face 2 fAKE
  - 첫 번째 음반 《ATTACK》, 컨셉트 음반 《Ballad Collection》에 수록되어있다.

- 만남의 힘II(出逢いのチカラII)
  - 작사: Kenn Kato / 작곡: 이시다 쇼 / 편곡: 타나베 케이조
  - 세 번째 음반 《AROUND》에 수록되어있다.
  - 《가면라이더 덴오》(제41화)의 삽입곡이다.

- 만남의 힘III(出逢いのチカラIII)
  - 작사: Kenn Kato / 작곡: BOUNCEBACK / 편곡: 도이 마나오
  - 네 번째 음반 《depArture》, 세 번째 베스트 음반 《Another side of #AAABEST》에 수록되어있다.
  - 시리즈 완결편이며, 심플한 편곡으로 니시지마 타카히로와 우노 미사코의 하모니는 없고 후렴 부분에서 제창이 있다.[3]